# General Kantardzjievo
General Kantardzjievo (bulgariska: Генерал Кантарджиево) är ett distrikt i Bulgarien.   Det ligger i kommunen obsjtina Aksakovo och regionen Oblast Varna, i den östra delen av landet, 400 km öster om huvudstaden Sofia.
Trakten runt General Kantardzjievo består till största delen av jordbruksmark. Runt General Kantardzjievo är det ganska glesbefolkat, med 40 invånare per kvadratkilometer.